# Gene Shue
Eugene William "Gene" Shue (Baltimore, Maryland, 18 de diciembre de 1931 - 4 de abril de 2022) fue un jugador y entrenador profesional de baloncesto, que disputó 10 temporadas en la NBA y dirigió equipos como entrenador durante 23 temporadas más.

## Trayectoria deportiva

### Universidad
Jugó durante 4 años con los Terrapins de la Universidad de Maryland, en los que promedió 18,2 puntos en 72 partidos.

### Profesional
Fue elegido en la tercera posición del Draft de la NBA de 1954 por Philadelphia Warriors. Shue estuvo en activo diez años como jugador. Fue All-Star en cinco ocasiones consecutivas (1958-62) y nombrado en el Primer Quinteto de la NBA en 1960. En total promedió 14,4 puntos, 4,1 rebotes y 3,7 asistencias.

### Entrenador
Fue entrenador durante 22 temporadas en la NBA. En los banquillos llevó a Philadelphia 76ers a las finales de 1977, cayendo con unos Portland Trail Blazers liderados por Bill Walton. Fue elegido en dos ocasiones como Entrenador del Año, en 1969 y 1982.

## Estadísticas de su carrera en la NBA

### Temporada regular
| Año      | Equipo       | PJ  | MPP  | %TC  | %TL  | RPP | APP | PPP  |
| -------- | ------------ | --- | ---- | ---- | ---- | --- | --- | ---- |
| 1954–55  | Philadelphia | 6   | 10.8 | .200 | .833 | 1.7 | 1.8 | 1.8  |
| 1954–55  | New York     | 56  | 15.8 | .354 | .750 | 2.6 | 1.4 | 4.4  |
| 1955–56  | New York     | 72  | 24.3 | .384 | .764 | 2.9 | 2.5 | 9.2  |
| 1956–57  | Fort Wayne   | 72  | 34.3 | .385 | .763 | 5.8 | 3.3 | 10.9 |
| 1957–58  | Detroit      | 63  | 37.0 | .384 | .844 | 5.3 | 2.7 | 15.6 |
| 1958–59  | Detroit      | 72  | 38.1 | .388 | .803 | 4.7 | 3.2 | 17.6 |
| 1959–60  | Detroit      | 75  | 44.5 | .413 | .872 | 5.5 | 3.9 | 22.8 |
| 1960–61  | Detroit      | 78  | 43.1 | .421 | .856 | 4.3 | 6.8 | 22.6 |
| 1961–62  | Detroit      | 80  | 39.3 | .408 | .810 | 4.7 | 5.8 | 19.0 |
| 1962–63  | New York     | 78  | 29.3 | .396 | .689 | 2.4 | 3.3 | 11.7 |
| 1963–64  | Baltimore    | 47  | 20.5 | .293 | .590 | 2.0 | 3.2 | 4.2  |
| Total    | Total        | 699 | 33.4 | .396 | .806 | 4.1 | 3.7 | 14.4 |
| All-Star | All-Star     | 5   | 26.0 | .569 | .667 | 4.0 | 3.8 | 13.2 |

### Playoffs
| Año   | Equipo     | PJ | MPP  | %TC  | %TL   | RPP | APP | PPP  |
| ----- | ---------- | -- | ---- | ---- | ----- | --- | --- | ---- |
| 1955  | New York   | 3  | 16.3 | .471 | .857  | 4.0 | 1.3 | 7.3  |
| 1957  | Fort Wayne | 2  | 39.5 | .519 | 1.000 | 3.5 | 4.0 | 16.0 |
| 1958  | Detroit    | 7  | 40.1 | .366 | .930  | 6.6 | 4.7 | 18.6 |
| 1959  | Detroit    | 3  | 39.3 | .467 | .818  | 4.7 | 3.3 | 27.7 |
| 1960  | Detroit    | 2  | 44.5 | .395 | .900  | 6.0 | 3.0 | 24.0 |
| 1961  | Detroit    | 5  | 37.2 | .486 | .793  | 2.4 | 4.4 | 18.6 |
| 1962  | Detroit    | 10 | 36.9 | .411 | .771  | 3.0 | 4.9 | 16.1 |
| Total | Total      | 32 | 36.6 | .424 | .842  | 4.2 | 4.1 | 17.8 |